# Lithobates blairi
Lithobates blairi es una especie de anfibio anuro de la familia Ranidae.

## Distribución geográfica
Es endémica de Estados Unidos, distribuyéndose en los estados de Indiana, Dakota del Sur, Colorado, Nuevo México, Texas y Arizona.